# Aravenator kamijoi
Aravenator kamijoi är en stekelart som beskrevs av Setsuya Momoi 1973. Aravenator kamijoi ingår i släktet Aravenator och familjen brokparasitsteklar. Inga underarter finns listade.